# Landsberger Arkaden

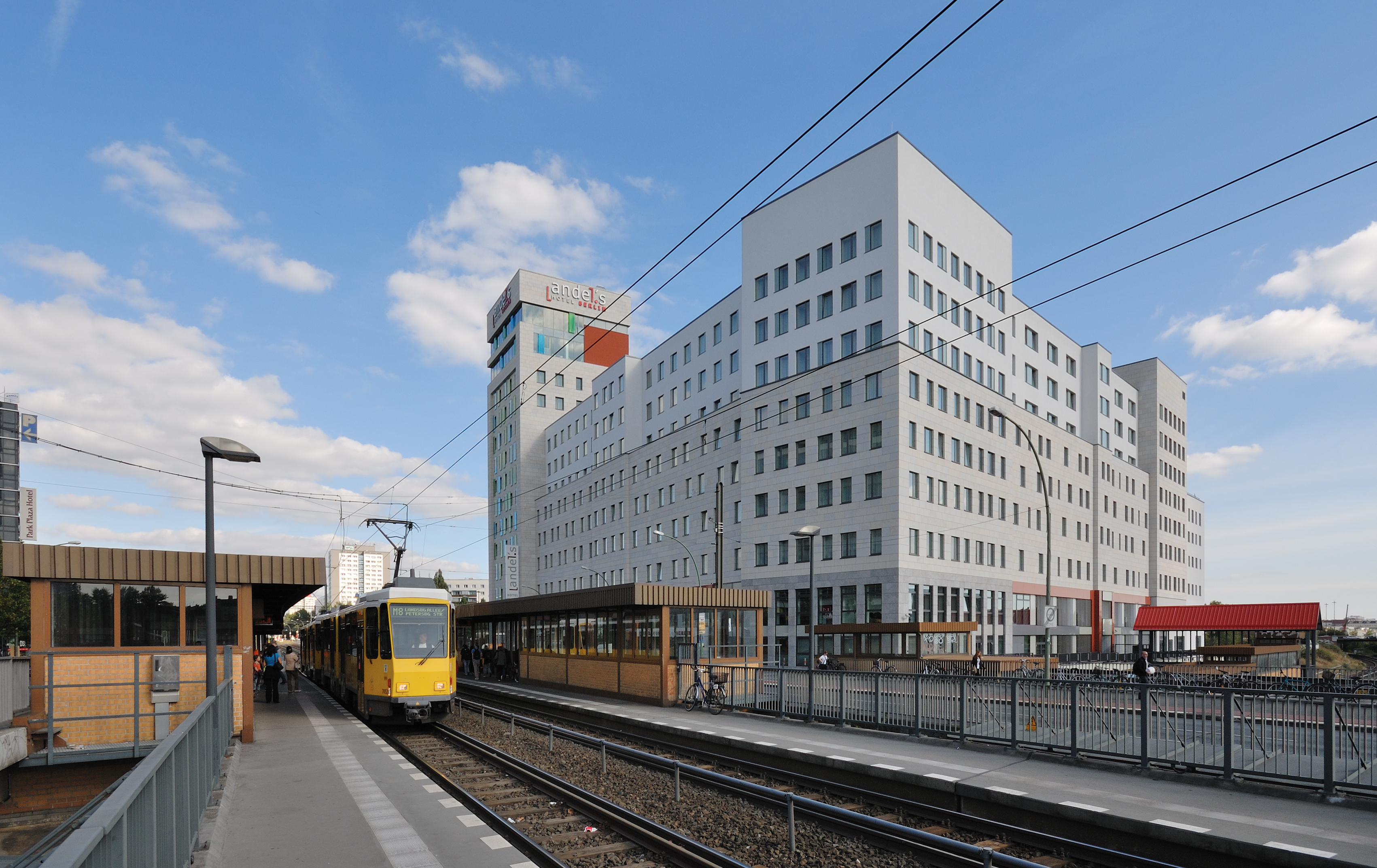
Die Landsberger Arkaden an der Straßenbahn-Haltestelle S-Bahnhof Landsberger Allee, September 2009

Die Landsberger Arkaden sind ein Bauwerk am S-Bahnhof Landsberger Allee im Berliner Ortsteil Fennpfuhl des Bezirks Lichtenberg. Sie beherbergen das andel’s Hotel Berlin. Vor dessen Entstehung waren sie über etwa zehn Jahre die größte Investitionsruine Berlins.

## Geschichte

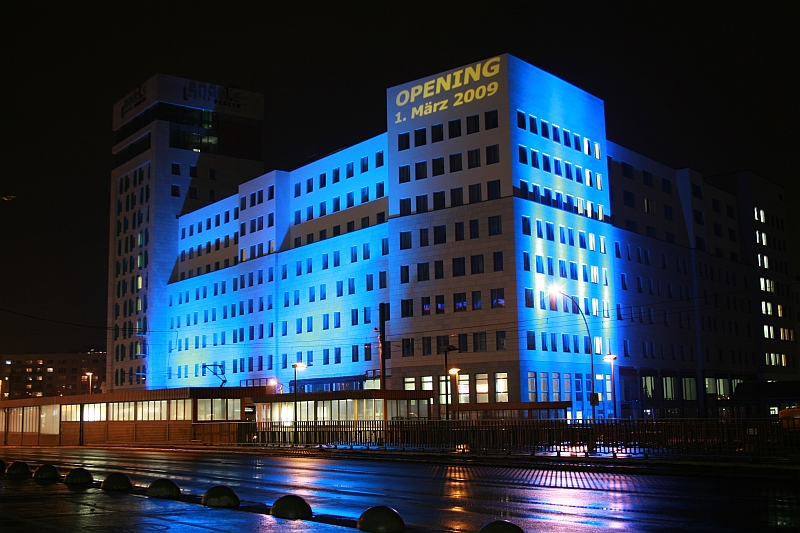
Blick auf das fertiggestellte Hotel am Abend

Der 1996 begonnene Bau an der Kreuzung Landsberger Allee/Storkower Straße wurde vom 1997 verstorbenen Architekten Aldo Rossi entworfen und sollte mit seiner eleganten Architektur und dem zwölfgeschossigen Turm als Blickfang eine städtebauliche Dominante setzen. Geplant waren ein Hotel mit 160 Betten, ein großes Einkaufszentrum, Büros und Praxen sowie eine Hotelakademie. Das Bauensemble sollte das „Eingangstor zu Lichtenberg“ darstellen.
Im Jahr 1997 lief die Baugrube unter Wasser. Drei Jahre nach der Grundsteinlegung wurden die Arbeiten eingestellt. Mieter hatten Verträge gekündigt, weil in der Umgebung inzwischen mehrere andere Einkaufszentren entstanden waren, dazu waren die Kosten enorm gestiegen. Die im Rohbau fertigen Landsberger Arkaden wechselten in der Folgezeit mehrfach den Eigentümer, zuletzt wurde das Objekt im November 2006 zwangsversteigert. Die von den erfolglosen Investoren vorgeschlagenen Nutzungskonzepte sahen immer wieder ein großes Hotel an diesem Standort vor.

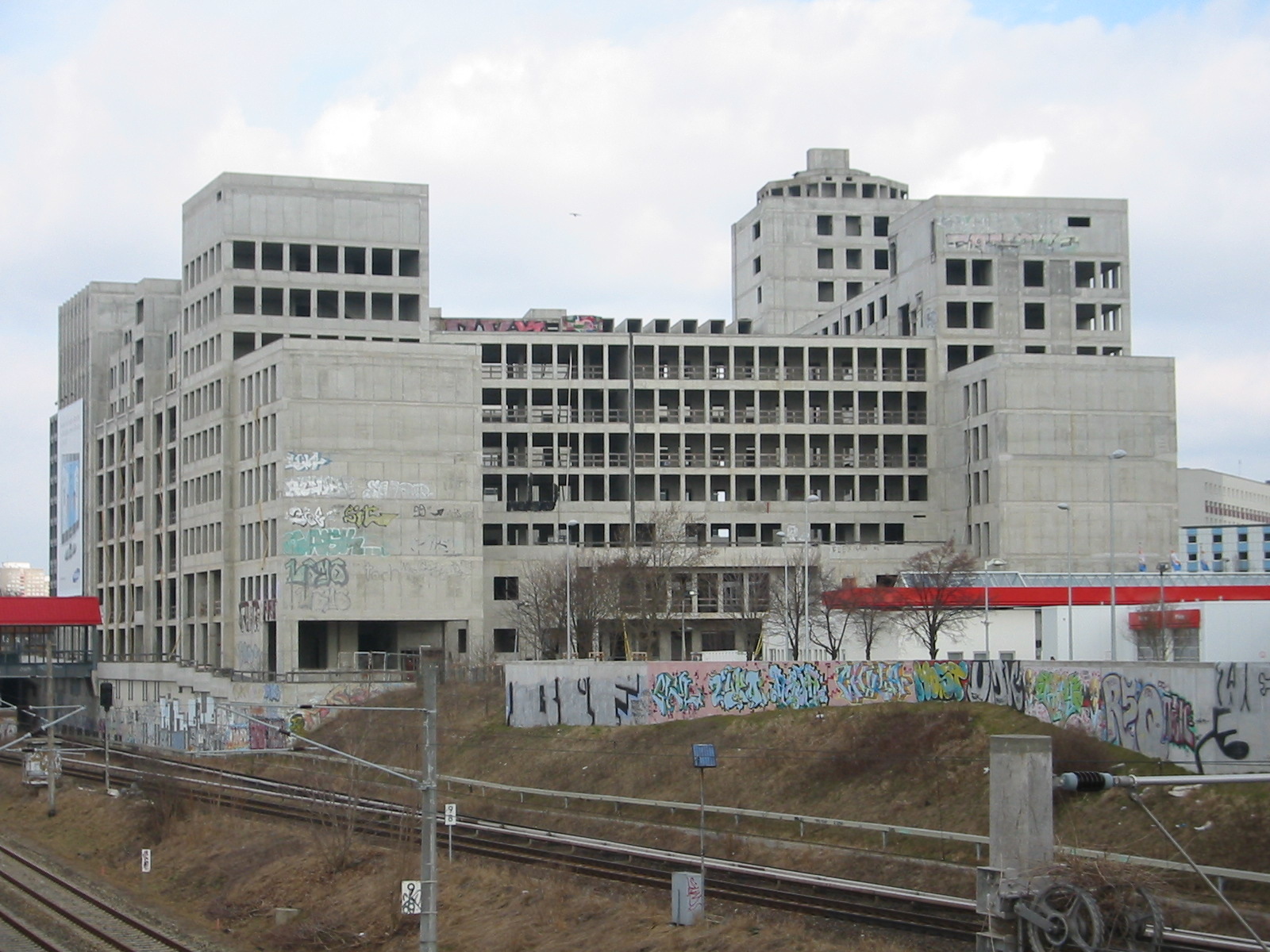
Südseite des Gebäudes

Am 1. März 2009 wurde das zum Vienna International Hotelmanagement gehörende andel’s Hotel Berlin mit 557 Zimmern eröffnet. Die Kosten für den Umbau wurden mit rund 50 Millionen Euro beziffert.